# Spermatofor

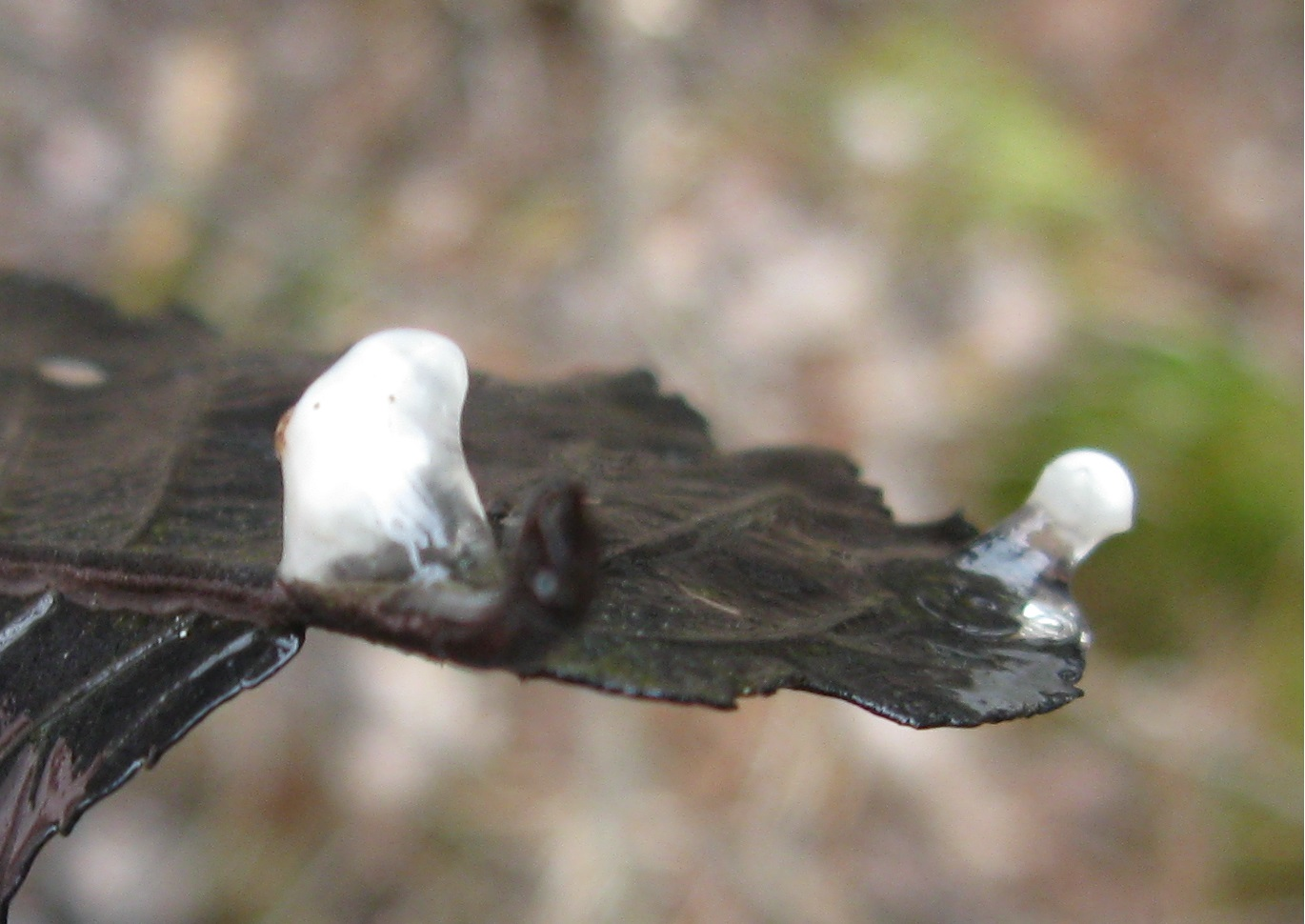
Spermatofory Ambystoma

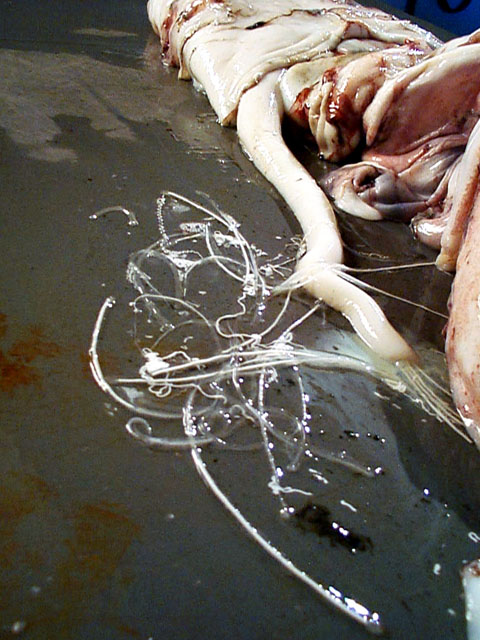
Spermatofory kałamarnicy olbrzymiej

Spermatofor, plemniomieszek – wytwarzany przez samca u niektórych gatunków zwierząt pakiet plemników otoczonych osłonką, który przekazywany jest samicy podczas godów. Spermatofory wytwarzane są przez pierścienice (pijawki) mięczaki, stawonogi (owady, skorupiaki, pareczniki), płazy, niektóre ryby.

## Przykłady
Skorpiony podczas godów wykonują charakterystyczny taniec godowy, w czasie którego samiec składa spermatofor na ziemi i oddala się. Samica podejmuje go i sama doprowadza do zapłodnienia jaj.
U będących obojnakami ślimaków podczas kopulacji następuje oprócz przekazania spermatoforów nie do końca wyjaśnione zjawisko. Mianowicie ślimak przekazujący spermatofor, wbija swojemu partnerowi pod skórę wapienny szpikulec, tzw. strzałkę miłości. Strzałka miłości się łamie i pozostaje w ciele ślimaka.
U wielu gatunków owadów i pajęczaków kopulacja i przekazywanie spermatoforów wiąże się z bardzo dużym ryzykiem dla samca, który może być przez, większą zazwyczaj, samicę zjedzony zaraz po kopulacji (pająki) lub nawet w trakcie (modliszka).
U głowonogów podczas kopulacji samiec oplątuje samicę swoimi ramionami i wsuwa do jej jamy płaszczowej dodatkowe ramię, tzw. hektokotylus. Za pomocą tego ramienia przekazuje samicy spermatofor. U niektórych gatunków ośmiornic hektokotylus odrywa się od ciała samca i wraz ze spermatoforem samodzielnie wnika do jamy płaszczowej samicy.
Samce ryb z występującej w strefie tropikalnej Ameryki podrodziny Glandulocaudinae (kąsaczowate) podwieszają spermatofor do jajowodu samic. Zaplemnienie następuje w warunkach suszy i spowodowanego nią zagęszczenia ryb w wysychających zbiornikach, co zmniejsza szanse przetrwania młodych. Zapłodnienie jaj podczas składania ikry następuje już bez udziału samca, w bardziej sprzyjających warunkach środowiska. 
U płazów plemniki w spermatoforze sklejone są galaretowatą substancją, wydzielaną przez gruczoły kloaki. Są one stosunkowo duże, widoczne gołym okiem i mają często charakterystyczny dla danego gatunku kształt. U traszek samiec wydziela całą serię spermatoforów w ciągu całego okresu godowego. Spermatofory płazów są składane bezpośrednio do kloaki samicy, lub przyklejane do roślin, kamieni lub innych przedmiotów (u większości gatunków w wodzie, u niektórych gatunków na lądzie). Odbywa się to podczas godów, w czasie których samiec wykonuje szereg charakterystycznych czynności, tzw. taniec godowy. Przyklejone spermatofory są następnie podejmowane przez samicę zwykle przypadkowo, podczas jej ocierania się o przedmioty i rośliny. Przyklejają się one do warg kloakalnych samicy, a następnie zostają wessane do środka. Ale nawet wtedy, gdy nie trafią bezpośrednio na wargi kloakalne samicy, lecz przykleją się obok nich, także zostają wessane do kloaki. Występuje tu zjawisko chemotaksji. Po wniknięciu do kloaki galaretowata substancja spermatoforów rozpuszcza się, a plemniki dostają się do zbiornika nasiennego samicy. Przebywają w nim aż do czasu dojrzewania jaj, wówczas następuje zapłodnienie. Tak więc u płazów następuje zapłodnienie wewnętrzne, mimo że samce płazów nie posiadają narządów kopulacyjnych.